# Maßerhaltende Abbildung
Maßerhaltende Abbildungen, manchmal auch maßtreue Abbildungen genannt, sind Selbstabbildungen eines Maßraums, die das Maß erhalten. Man spricht auch von maßerhaltenden dynamischen Systemen, insbesondere wenn man das Verhalten der Abbildung unter Iteration betrachtet.
Umgekehrt spricht man von einem invarianten Maß einer Abbildung oder eines dynamischen Systems, wenn die Abbildung (oder das dynamische System) das Maß erhält.
Maßerhaltende Abbildungen sind das Thema der Ergodentheorie innerhalb der Theorie der dynamischen Systeme.

## Definition
Sei {\displaystyle (X,\Sigma ,P)} ein Maßraum, d. h., {\displaystyle X} sei eine Menge, {\displaystyle \Sigma \subset {\mathcal {P}}(X)} die σ-Algebra der messbaren Mengen und {\displaystyle P} ein Maß. Eine messbare Abbildung
{\displaystyle f\colon X\to X}

T : 0,1) → 0,1), ist eine maßerhaltende Abbildung für das Lebesgue-Maß auf 0,1.

heißt maßerhaltende Abbildung, wenn für alle {\displaystyle A\in \Sigma }
{\displaystyle P(f^{-1}(A))=P(A)}
gilt.
Man beachte, dass für eine maßerhaltende Abbildung nicht notwendig {\displaystyle P(f(B))=P(B)} für die messbaren Mengen {\displaystyle B} gelten muss, dass also nur Urbilder und nicht unbedingt Bilder messbarer Mengen dasselbe Maß haben. Das Bild rechts zeigt die Bernoulli-Abbildung (Winkelverdopplung) {\displaystyle T(x)=2x\mod 1}. Diese Abbildung ist maßerhaltend, zum Beispiel gilt für jedes Intervall {\displaystyle T^{-1}(a,b)=({\frac {a}{2}},{\frac {b}{2}})\cup ({\frac {a+1}{2}},{\frac {b+1}{2}})}, also
{\displaystyle P(T^{-1}(a,b))={\frac {b-a}{2}}+{\frac {b-a}{2}}=b-a=P(a,b)}.
Trotzdem müssen Bildmengen nicht dasselbe Maß wie die Ursprungsmenge haben, zum Beispiel ist {\displaystyle P(0,{\frac {1}{2}})=0{,}5}, aber {\displaystyle P(T(0,{\frac {1}{2}}))=P(0,1)=1}.

## Beispiele

### Maßerhaltende Abbildungen
- {\displaystyle X} sei der Einheitskreis, {\displaystyle \Sigma } die σ-Algebra der Borelmengen und {\displaystyle P} das gleichverteilte Wahrscheinlichkeitsmaß {\displaystyle {\frac {1}{2\pi }}d\theta }. Jede Drehung des Einheitskreises ist eine maßerhaltende Abbildung.
- Die durch eine ganzzahlige unimodulare Matrix {\displaystyle A\in GL(n,\mathbb {Z} )} definierte Selbstabbildung {\displaystyle f\colon T^{n}\to T^{n}} des n-dimensionalen Torus {\displaystyle T^{n}=\mathbb {R} ^{n}/\mathbb {Z} ^{n}} gegebene Abbildung ist maßerhaltend bzgl. des Wahrscheinlichkeitsmaßes {\displaystyle {\frac {1}{(2\pi )^{n}}}d\theta _{1}\ldots d\theta _{n}}.
- Eine Intervall-Austausch-Abbildung ist maßerhaltend.

### Maßerhaltende dynamische Systeme
Eine wichtige Klasse von maßerhaltenden dynamischen Systemen bilden die stationären stochastischen Prozesse in diskreter Zeit. Dazu definiert man einen kanonischen Prozess {\displaystyle (\Omega ,{\mathcal {A}},P)=(E^{\times \mathbb {N} },{\mathcal {B}}(E)^{\otimes E},P)} und den Shift-Operator {\displaystyle \tau } als
{\displaystyle \tau ((\omega _{n})_{n\in \mathbb {N} })=(\omega _{n+1})_{n\in \mathbb {N} }}.
Dann ist {\displaystyle X_{n}(\omega )=X_{0}(\tau ^{n}(\omega ))} und {\displaystyle (\Omega ,{\mathcal {A}},P,\tau )} ist ein dynamisches System, das aufgrund der Stationarität maßerhaltend ist.

## Invarianten
Eine die Chaotizität maßerhaltender Abbildungen messende Invariante ist die Kolmogorow-Sinai-Entropie.